# Freilichtmuseum Winzerhaus A Possen
Das Freilichtmuseum Winzerhaus A Possen im luxemburgischen Bech-Kleinmacher ist ein Dorfmuseum und präsentiert die Arbeits- und Lebensgewohnheiten mit Schwerpunkt auf Weinbau und Folklore.

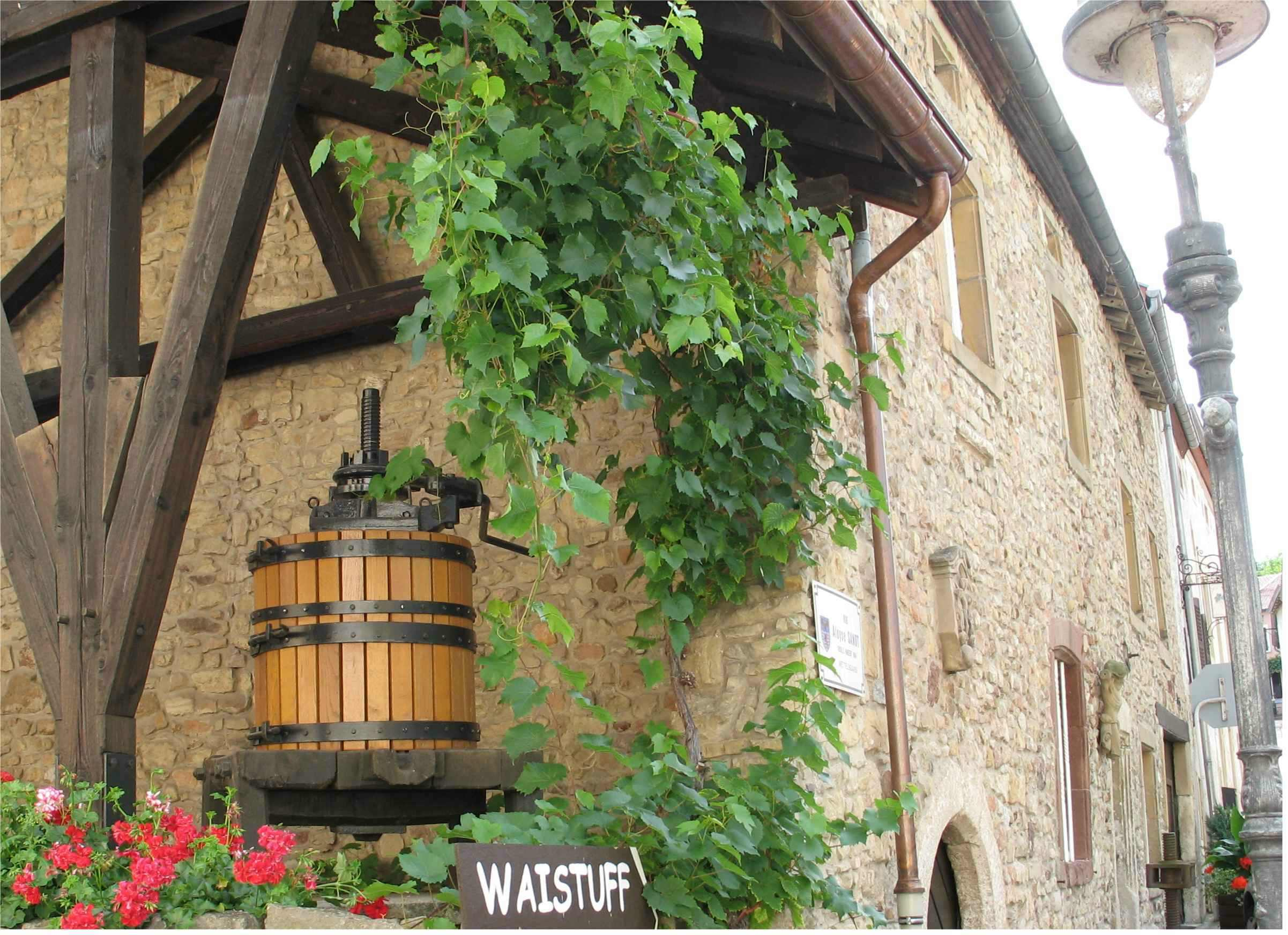
A Possen

## Ausstellungsflächen
Das Winzerhaus aus dem 17. Jahrhundert beherbergt alte Möbel und Gegenstände, welche das Thema Weinbau berücksichtigen. Man kann hierbei die Arbeit des Winzers im Laufe des Jahres verfolgen. Des Weiteren verfügt das Museum über eine alte funktionsfähige Küche mit Herd und weiteren Küchenutensilien. Das Thema Folklore wird ebenfalls aufgegriffen.